# Nudo integrale
Nudo integrale è un singolo del duo musicale italiano Coma Cose, pubblicato il 22 maggio 2018.

## Video musicale
Il videoclip, diretto da Fausto Lama, è stato pubblicato contestualmente all'uscita del singolo sul canale YouTube di Asian Fake.

## Tracce
Testi di Fausto Zanardelli, Francesca Mesiano, musiche di Fausto Zanardelli, Fabio Dalè, Carlo Frigerio.
1. Nudo integrale – 3:14